# Regeringsformatie België 1950
Na de verkiezingen voor het Belgisch Parlement op 4 juni 1950 ging de formatie van een nieuwe Belgische regering van start. De formatie duurde 3 dagen en leidde tot de vorming van de regering-Duvieusart.

## Verloop van de formatie

### Aanloop naar de formatie
Op 4 juni 1950 vonden vervroegde verkiezingen plaats nadat de regering-G. Eyskens I (christendemocratische CVP-PSC en Liberale Partij geen oplossing had gevonden voor de Koningskwestie. Uit een door de christendemocraten verkregen referendum was gebleken dat 57 procent van de Belgen voor een terugkeer van koning Leopold III was, waarmee in Vlaanderen een grote meerderheid akkoord ging, terwijl Wallonië en Brussel in meerderheid tegen de terugkeer van de koning stemden. De christendemocraten wilden Leopold III vervolgens laten terugkeren naar België, terwijl de liberalen, de socialistische BSP-PSB en de communistische KPB-PCB daar niet van wilden weten vanwege de omstreden houding van Leopold III tijdens de Tweede Wereldoorlog.
Bij de parlementsverkiezingen haalde CVP-PSC een absolute meerderheid in Kamer en Senaat. De liberale en communistische partijen kregen klappen, terwijl de socialisten enige vooruitgang boekten. Omdat CVP-PSC geen andere partijen nodig had om een regering te kunnen vormen, besliste de partij om een homogene regering te vormen.

### Formateur Jean Duvieusart (7 juni - 8 juni 1950)

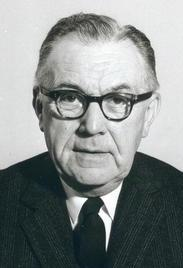
Jean Duvieusart.

Op 6 juni bood premier Gaston Eyskens (CVP) aan prins-regent Karel het ontslag van de regering-G. Eyskens I aan. De prins-regent aanvaardde het ontslag en belastte de regering met de afhandeling van de lopende zaken, waarna hij een consultatieronde aanvatte. De volgende dag ontving Karel partijvoorzitters François-Xavier van der Straten-Waillet (CVP-PSC), Max Buset (BSP-PSB) en Roger Motz (LP) en dezelfde dag nog werd uittredend minister van Economische Zaken Jean Duvieusart (PSC) aangezocht als formateur. 
Omdat er geen onderhandelingen over het regeerprogramma hoefden plaats te vinden, legde Duvieusart aan de prins-regent meteen een lijst van ministers voor. Nadat Karel deze lijst  had aanvaard, legden de 15 ministers van de regering-Duvieusart op 8 juni 1950 de eed af. De eerste prioriteit van de regering was om de onmogelijkheid tot regeren van Leopold III op te heffen, zodat de koning opnieuw de troon kon bekleden. Andere prioriteiten waren de onderwijskwestie en de aanpak van de werkloosheid.
Op 28 juni las premier Duvieusart in de Kamer en minister Gaston Eyskens in de Senaat de regeerverklaring voor, waarna de Kamer op 30 juni en de Senaat op 5 juli hun vertrouwen gaven aan de regering.

## Terugkeer koning Leopold III en machtsoverdracht aan koninklijke prins Boudewijn
Op 20 juli stemden Kamer en Senaat in een verenigde vergadering in met de opheffing van de onmogelijkheid tot regeren van de koning. Twee dagen later keerde Leopold III terug naar België.
De terugkeer van de koning leidde vooral in Wallonië en Brussel tot hevige betogingen, stakingen en zelfs sabotageacties. De situatie werd steeds grimmiger en dreigde te ontsporen toen bij een begroting in Grâce-Hollogne op 30 juli drie demonstranten doodgeschoten werden door de Rijkswacht. Vervolgens begon Duvieusart op initiatief van de Confederatie der Politieke Gevangenen en Rechthebbenden spoedoverleg met de liberalen en de socialisten om de onrust te bekoelen en een nationale verzoening mogelijk te maken. In de nacht van 31 juli op 1 augustus 1950 ging Leopold III akkoord om zijn koninklijke macht over te dragen aan zijn 19-jarige zoon Boudewijn, die de rang van koninklijke prins kreeg. In september 1951, als Boudewijn 21 jaar en dus officieel meerderjarig zou worden, zou Leopold III formeel troonsafstand doen, waarna Boudewijn de titel van koning zou krijgen.
De beslissing van Leopold III om af te treden leidde tot grote verontwaardiging binnen de CVP-PSC, waarbij verschillende ministers met de vinger werden gewezen. Hierdoor werd beslist om een nieuwe partijleiding te verkiezen en een nieuwe homogene regering te vormen. Op 9 augustus stemde de Kamer in met de machtsoverdracht aan prins Boudewijn: 165 leden stemden voor, 27 leden (26 christendemocraten en de liberaal Hilaire Lahaye) stemden tegen en 7 leden (drie communisten en vier van CVP-PSC) onthielden zich. De volgende dag ging ook de Senaat hier akkoord mee: 121 leden stemden voor, 22 CVP-PSC'ers stemden tegen en 23 leden (drie communisten en 20 christendemocraten) onthielden zich. Op 11 augustus keurde de verenigde vergadering van Kamer en Senaat het decreet van de overdracht van de koninklijke bevoegdheden aan prins Boudewijn goed en dezelfde dag legde Boudewijn in het parlement de eed af als koninklijke prins.

## Vorming regering-Pholien
Ook op 11 augustus ging premier Duvieusart het ontslag van zijn regering aanbieden aan de kersverse koninklijke prins. Boudewijn aanvaardde het ontslag en belastte de regering-Duvieusart met de afhandeling van de lopende zaken. Dezelfde dag nog startte hij de raadplegingen op met het oog op de regeringsvorming en ontving hij Kamervoorzitter Frans Van Cauwelaert en Senaatsvoorzitter Paul Struye. Op 12 augustus kwamen partijvoorzitters François-Xavier van der Straten-Waillet (CVP-PSC) en Max Buset (BSP-PSB) en de liberale vertegenwoordiger Maurice Destenay op audiëntie. Dezelfde dag nog vroeg de koninklijke prins aan ontslagnemend premier Jean Duvieusart om een nieuwe regering te vormen, maar die weigerde om politieke redenen. Vervolgens werden eerst minister van Verkeerswezen Paul-Willem Segers (CVP), daarna Senaatsvoorzitter Paul Struye (PSC) en nadien minister van Staat August de Schryver (CVP) gevraagd om een regering te vormen, maar ook zij weigerden. Op 13 augustus werd minister van Buitenlandse Zaken en gewezen eerste minister Paul van Zeeland (PSC) aangezocht als formateur. Deze aanvaardde de opdracht wel.

### Formateur Paul van Zeeland (13 augustus - 15 augustus 1950)

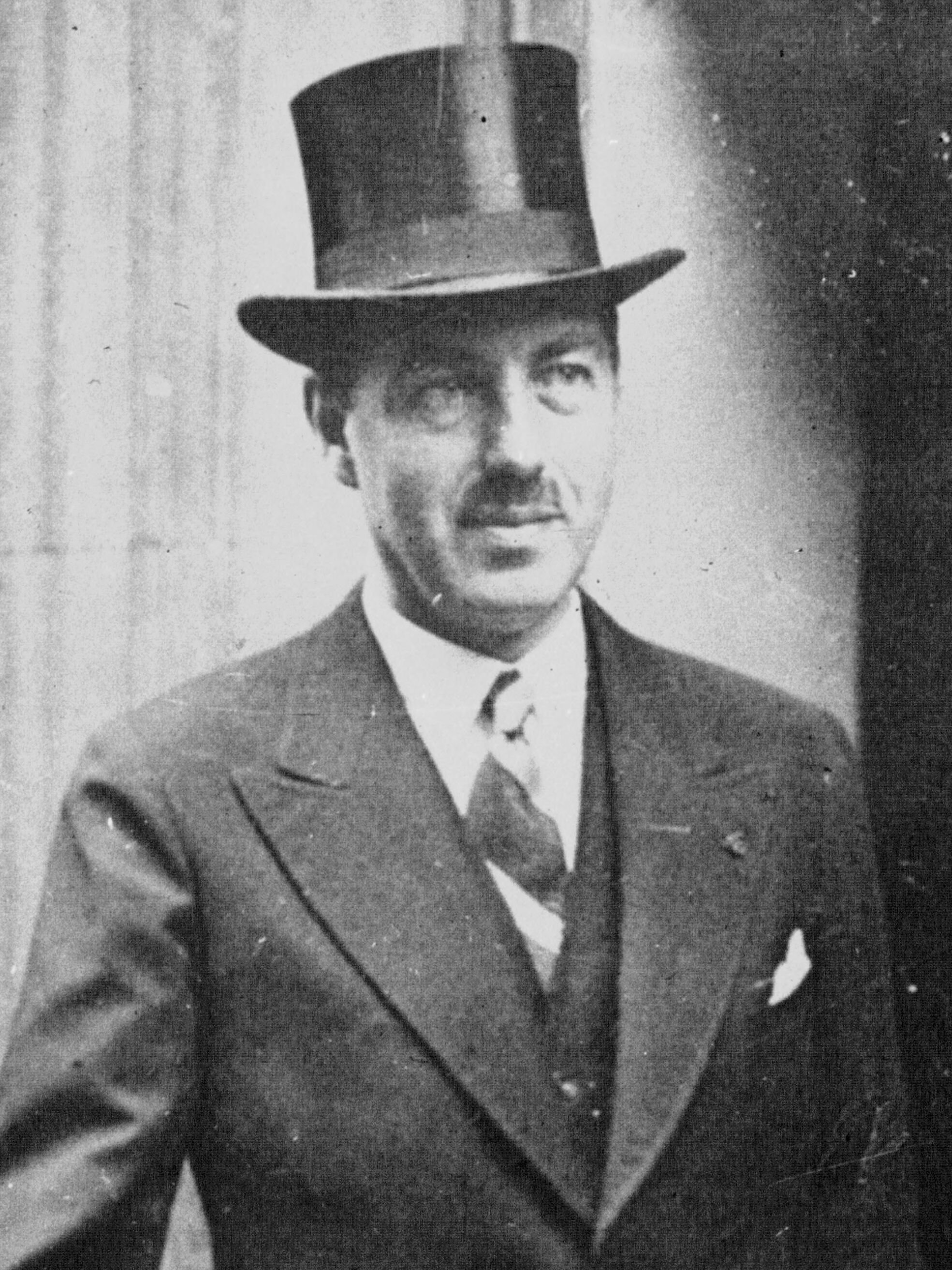
Paul van Zeeland.

Het was van Zeelands bedoeling om een regering te vormen die nationale verzoening zou nastreven, een vooruitstrevend sociaal beleid zou voeren en militaire investeringen zou doorvoeren, die nodig waren wegens de Belgische deelname aan de Koreaanse Oorlog.. Op 15 augustus bereikte van Zeeland een akkoord over de samenstelling van de nieuwe regering, waarna hij de lijst van de nieuwe ministers voorlegde aan de koninklijke prins. Van Zeeland besliste om minister van Buitenlandse Zaken te blijven en liet het premierschap over aan senator Joseph Pholien (PSC), tevens voormalig minister van Justitie. De regering-Pholien telde zestien ministers, een meer dan de regering-Duvieusart, waarvan er negen nieuwkomers waren. De uittredende ministers Jean Duvieusart, Henri Carton de Wiart, Pierre Wigny, Henri Moreau de Melen (allen PSC), Gaston Eyskens, Albert de Vleeschauwer en Maurice Orban (allen CVP) verdwenen uit de regering. Op 16 augustus 1950 legden de ministers van de regering-Pholien de eed af. Op 17 augustus las Pholien in het parlement de regeerverklaring voor, waarna de Kamer dezelfde dag nog en de Senaat de dag nadien hun vertrouwen gaven aan de regering.

## Vorming regering-Van Houtte
Pholien had weinig gezag als eerste minister en kreeg binnen zijn partij veel kritiek op het economisch beleid dat zijn regering voerde. Onder druk van CVP-PSC-voorzitter Théo Lefèvre bood hij op 9 januari 1952 aan koning Boudewijn het ontslag van de regering aan. De koning hield het ontslag in beraad en begon aan een consultatieronde: dezelfde dag nog ontving hij Kamervoorzitter Frans Van Cauwelaert en Senaatsvoorzitter Paul Struye en de dag nadien was het beurt aan partijvoorzitters Théo Lefèvre (CVP-PSC), Max Buset (BSP-PSB) en Roger Motz (LP), minister van Staat Cyrille Van Overbergh (CVP), het oudste lid van de Senaat, en gewezen eerste minister Gaston Eyskens (CVP). Op 12 januari aanvaardde koning Boudewijn het ontslag van de regering, waarna hij minister van Financiën Jean van Houtte (CVP) belastte met de opdracht om een nieuwe regering te vormen.

### Formateur Jean van Houtte (12 januari - 15 januari 1952)
Jean van Houtte ontving op 13 januari verschillende kopstukken van CVP-PSC om over een uitgebreid regeringsprogramma te discussiëren. Dat regeringsprogramma, waarover op 14 januari een akkoord werd bereikt, draaide rond het versterken van het financieel, economisch en sociaal beleid. In de nacht van 14 op 15 januari bereikte van Houtte tevens een akkoord over de samenstelling van de regering, waarna hij de lijst van de ministers op 15 januari voorlegde aan de koning. Net zoals de regering-Pholien telde de regering-Van Houtte zestien ministers, waarbij evenwel enkele herschikkingen werden doorgevoerd. Twee ministers, August De Boodt (CVP) en Maurice Brasseur (PSC), verdwenen uit de regering, terwijl Albert-Edouard Janssen en Jean Duvieusart (beiden PSC) hun intrede deden in de regering. Dezelfde dag nog legden de ministers van de regering-Van Houtte de eed af. Op 22 januari las van Houtte in het parlement de regeerverklaring voor, waarna de Kamer op 23 januari en de Senaat op 25 januari 1952 hun vertrouwen gaven aan de regering.
1919 · 1920 · 1921 · 1923 · 1924 · 1925 · 1926 · 1927 · 1929 · 1931 · mei 1932 · okt. 1932 · dec. 1932 · jun. 1934 · nov. 1934 · 1935 · 1936 · 1937 · 1938 ·  feb. 1939 · apr. 1939 · 1940 · 1944 · 1945 · feb-mrt 1946 · jul-aug 1946 · 1947 · 1948 · 1949 · jun 1950 · aug 1950 · 1952 · 1954 · jun. 1958 · nov. 1958 · 1961 · 1965 · 1966 · 1968 · 1971/72  · 1972/73 · 1974 · 1977 · 1978 · 1978/79 · apr.-mei 1980 · okt. 1980 · apr. 1981 · nov.-dec. 1981 · 1985 · oktober 1987 · 1987/88 · 1991/92 · 1995 · 1999 · 2003 · 2007 · 2008 · 2010/11 · 2014 · 2019/20 · 2024/25